# Masasi (huyện)
Masasi là một huyện thuộc vùng Mtwara, Tanzania. Thủ phủ của huyện Masasi đóng tại Masasi. Huyện Masasi có diện tích 8940 ki lô mét vuông. Đến thời điểm điều tra dân số ngày 25 tháng 8 năm 2002, huyện Masasi có dân số 440987 người.